# Ampol Amaluktipituk
Ampol Amaluktipituk, född 14 januari 1950, är en thailändsk bågskytt. Han deltog vid olympiska sommarspelen 1984.